# Міксотрофи
Міксотрофні організми або міксотрофи — мікроорганізми, що отримують електрони від неорганічного донора (сульфіду, амонію, водню), але використовуються органічні сполуки як джерело вуглецю. Деякі з цих організмів — факультативні хемолітотрофи або факультативні хемоорганотрофи, здатні використовувати різноманітні типи метаболізму залежно від умов навколишнього середовища. Також деякі з цих організмів використовують неповний цикл Кальвіна, таким чином, що вони нездатні фіксувати діоксид вуглецю та повинні використовувати органічне джерело вуглецю. Класичними прикладами міксотрофів є представники родів Beggiatoa і Thiothrix.
Міксотрофами також називають  організми з змішаним типом живлення. Міксотрофам властиве автотрофне живлення неорганічними речовинами (внаслідок фотосинтезу або хемосинтезу) і гетеротрофне (екзогенними органічними сполуками). До міксотрофів відносять деякі залізобактерії, сіркобактерії, водорості, джгутикові, рослини-напівпаразити, комахоїдні рослини тощо.